# Licania vasquezii
Licania vasquezii  es una especie de planta con flor en la familia de las Chrysobalanaceae. Es endémica de Perú. Está amenazada por pérdida de hábitat
Árbol conocido solamente de la sp. tipo, colectada en 1989, en la cuenca del Amazonas, de un bosque parcialmente intervenido, cerca del límite con Brasil y Colombia.

## Fuente
- World Conservation Monitoring Centre 1998.  Licania vasquezii.   2006 IUCN Lista Roja de Especies Amenazadas; bajado 22 de agosto de 2007